# Vícenásobná expozice

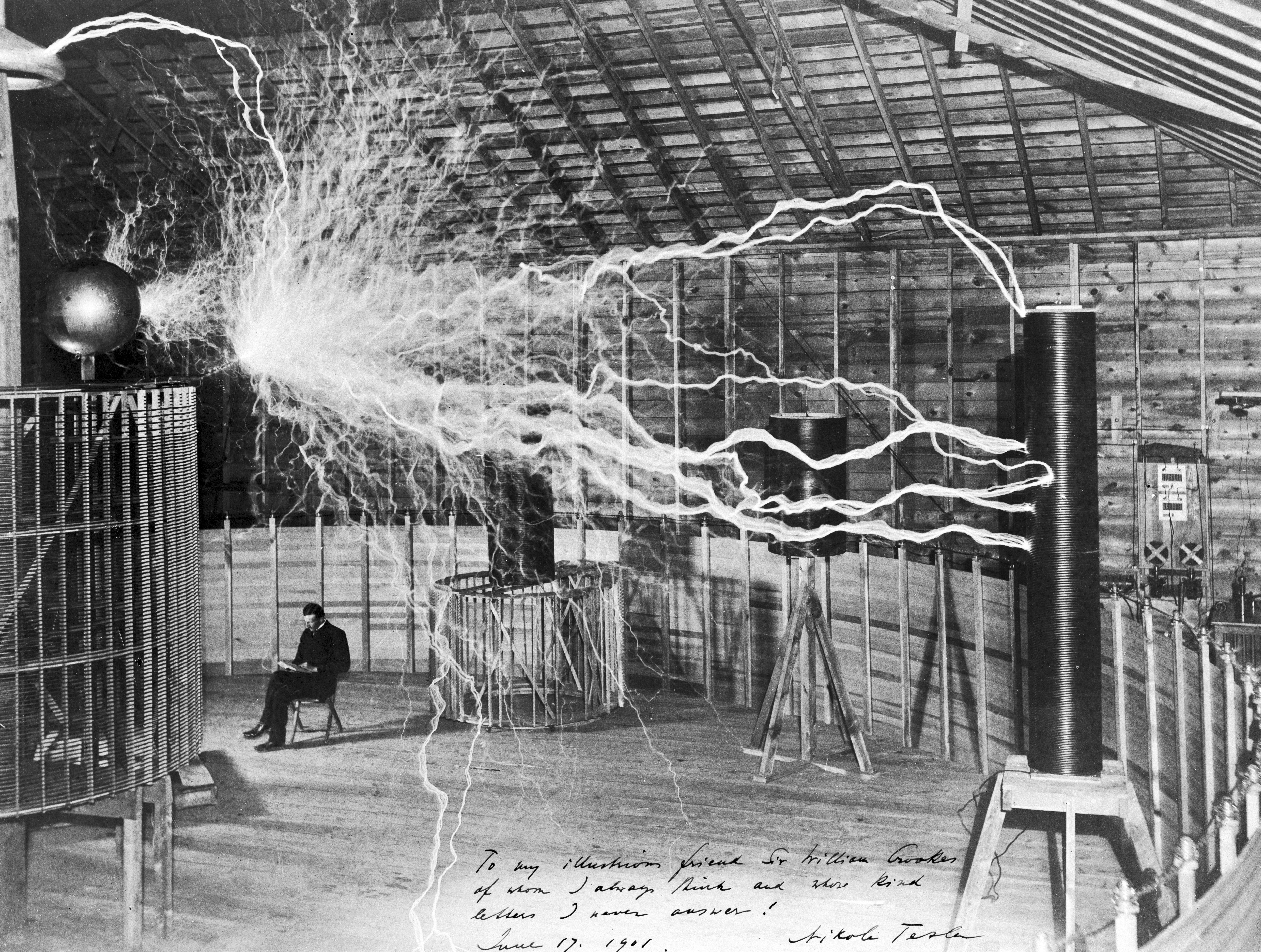
Nikola Tesla ve své laboratoři v Colorado Springs, 1900

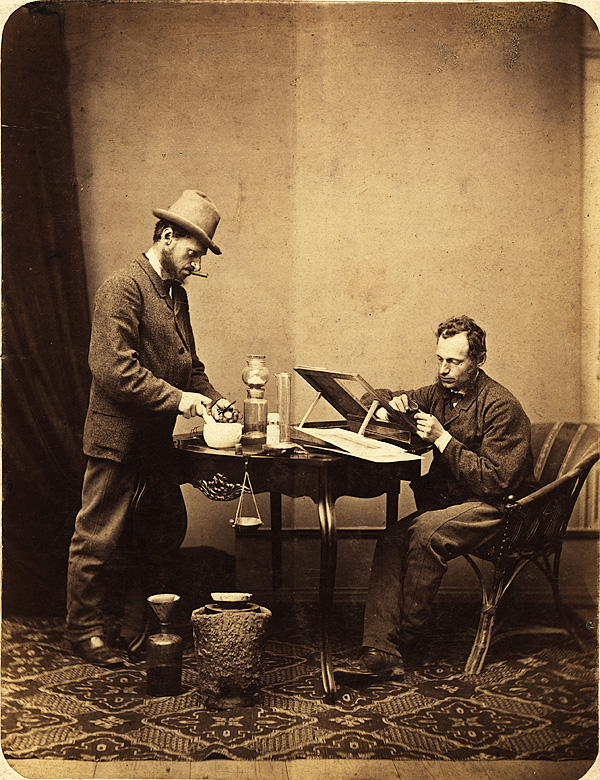
Dvojitý autoportrét Ignáce Šechtla zachycující fotografa jako laboranta a retušéra vytvořený kolem roku 1870. Fotomontáž provedená dvojí expozicí na jeden kolodiový negativ byla v té době zcela unikátní.

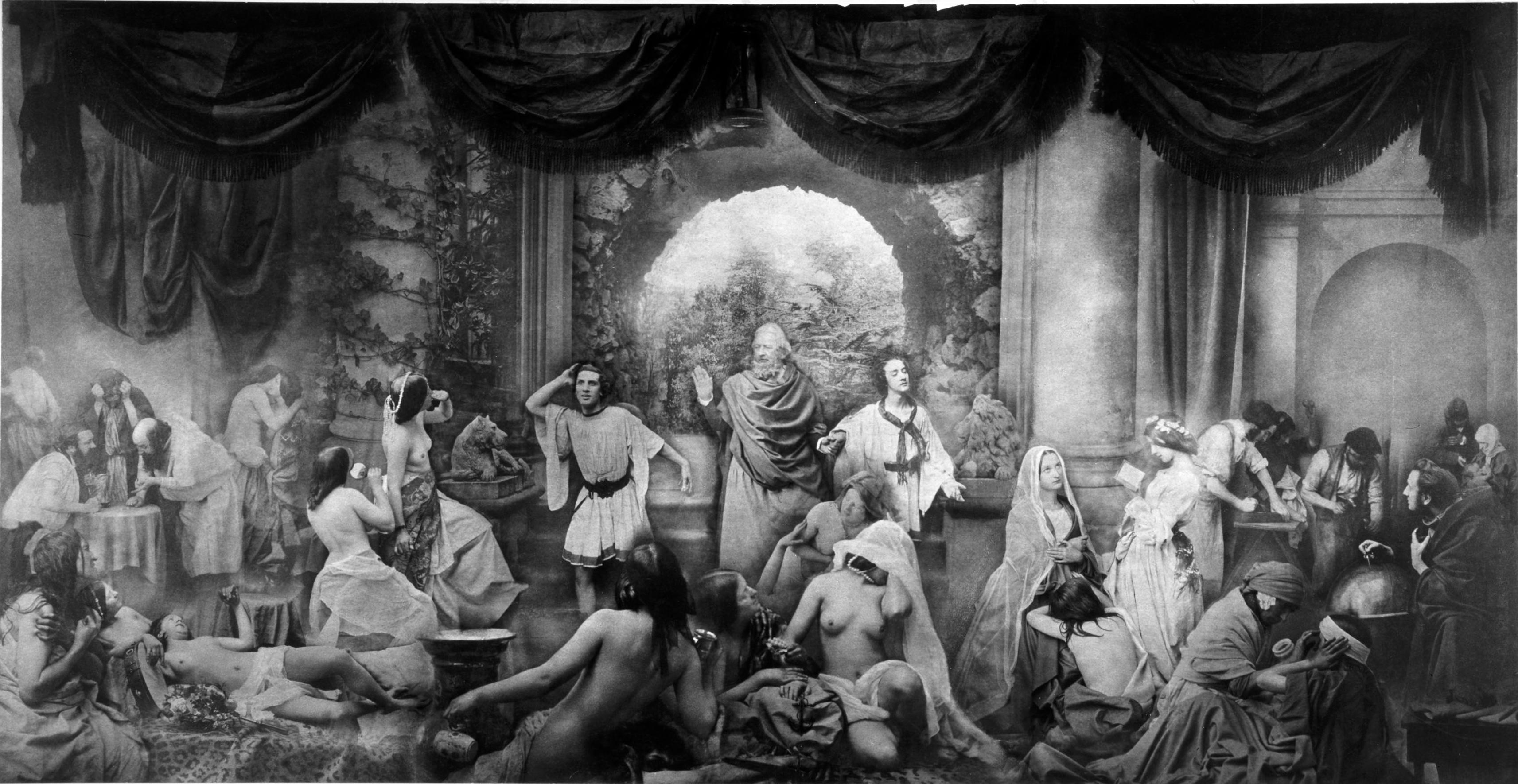
Oscar Gustave Rejlander: Dva způsoby života, vlevo neřesti, vpravo ctnosti 1857; montáž je složená ze 30 záběrů

Vícenásobná expozice (multiexpozice) je speciální technika fotografování, která spočívá v tom, že stejný snímek je snímán několikrát. Může být použita k několika účelům: umožňuje provést trvalé prolnutí několika obrazů na způsob fotomontáže nebo slouží k pořízení snímků nereálných, například „duchů“, různých vizí nebo snů. Lze ji využít k výtvarnému účinku nebo také pro vědecké účely v astrofotografii, lékařské fotografii, studií pohybu člověka nebo zvířat a podobně.

## Technika
Kvůli vícenásobnému osvitu citlivé vrstvy je nutné dbát na to, aby součet dílčích osvitů odpovídal správnému osvitu citlivé vrstvy. Například dva částečné osvity při dvojí expozici by měly odpovídat každá polovině správně naměřené expoziční doby. K osvícení pohyblivé scény na jeden snímek lze použít například pulzní světlo (stroboskop) a fotografovaný objekt na tmavém pozadí.
Efekt bylo možné na počátku dějin fotografie snadné dosáhnout pomocí centrální závěrky velkoformátových fotoaparátů. S rozvojem fotografické techniky a automatizace fotografického procesu vystavit stejný snímek osvitu dvakrát před odstraněním z komory, chránila nepozorného fotografa před náhodným poškozením fotografické desky. Nicméně mnoho moderních středoformátových kamer, 35mm fotoaparátů na profesionální úrovni, ale i digitálních fotoaparátů vícenásobnou expozici umožňují.
Digitální fotografie umožňuje falešnou vícenásobnou expozici implementovat pomocí editoru přidáním různých obrazů do jednoho. Tato možnost dává široké tvůrčí možnosti, lze například využít část scény úmyslně zatemněné pro opakované umístění jedné a téže osoby. Z historie jsou však známé případy, kdy se podobné případy inscenovaly bez digitálních technologií. Jak na jeden negativ, tak i postupným nafotografováním scény na několik snímků, vystřižením objektů, nalepením a opětovným nafotografováním.

## Historie

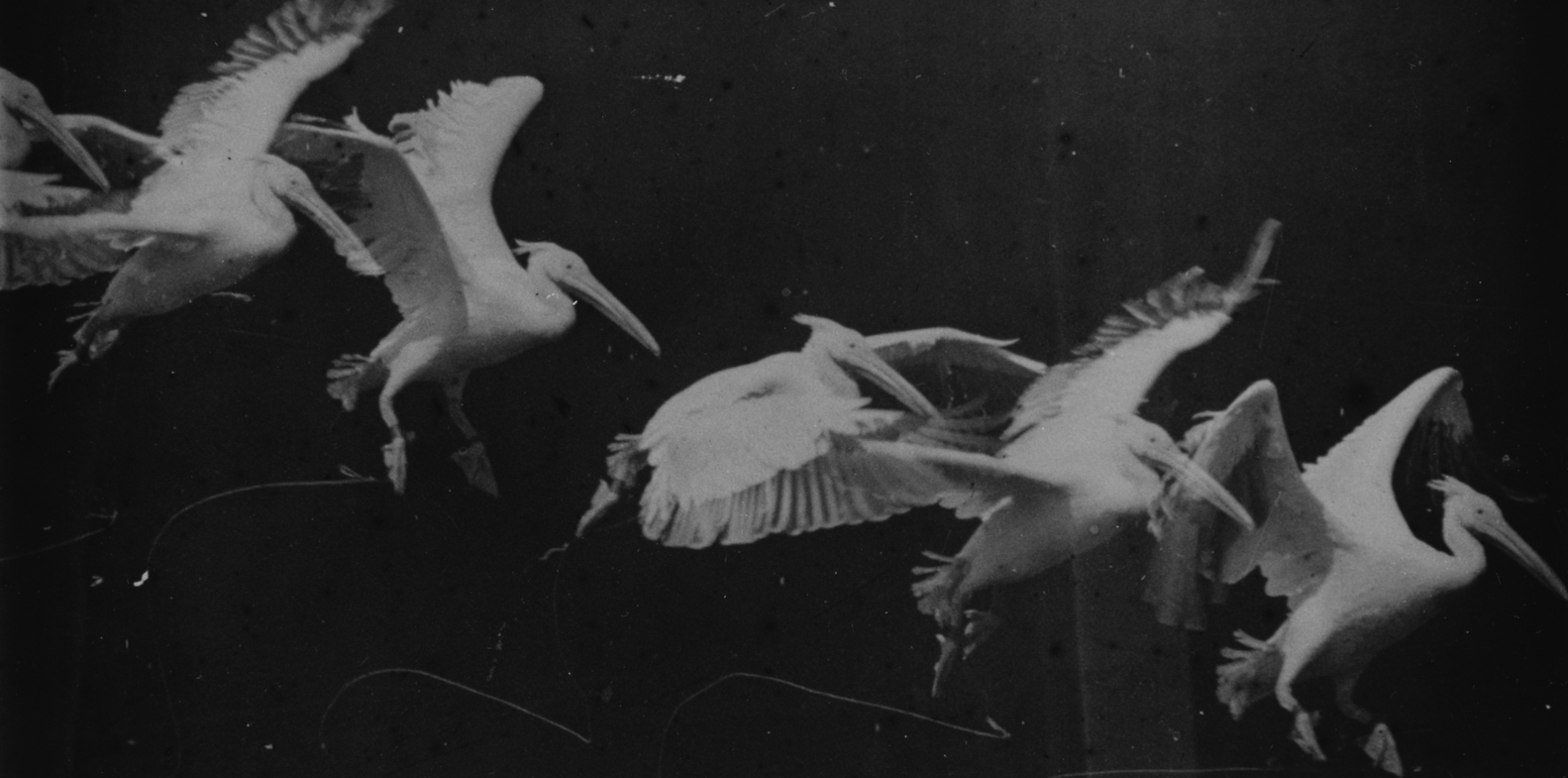
Letící pelikán, kterého Étienne-Jules Marey zachytil fotopuškou okolo roku 1882. Nalezl cestu, jak zachytit více fází pohybu na jednu fotografii

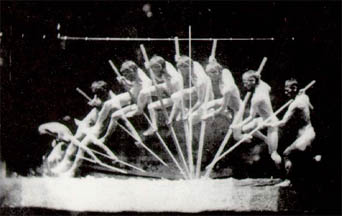
Thomas Eakins: Vysokorychlostní fotografie, studie lidského pohybu při skoku o tyči, 1885

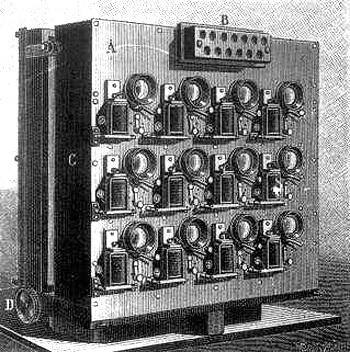
Étienne-Jules Marey: Fotoaparát s 12 objektivy Alberta Londeho, 1893

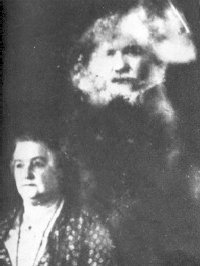
Spirituální fotografie, kterou pořídil William Hope

Za průkopníka vícenásobné expozice se považuje Étienne-Jules Marey, který se v osmdesátých letech 19. století začal podílet na vývoji chronofotografie. Použil rotující fotografickou desku v kameře, která byla podobná zbrani (1882), světlo-citlivý papír nebo celuloid (1888), následně také projekční techniku (1893) a 35 mm kameru (1899).

Jeho první puška z roku 1882 byla schopná zaznamenat 12 snímků za sekundu, všechny zachytila na jeden jediný obrázek. Jeho studie se týkaly pohybu lidského těla a různých zvířat.
Marey však pro své záběry potřeboval fotografickou závěrku, kterou před ním v roce 1869 vynalezl Eadweard Muybridge. V roce 1877 nafotografoval své rozsáhlé experimenty a zdokonalil techniku. Fotografoval až třiceti kamerami a jako výsledek své práce ve Filadelfii roku 1887 zveřejnil 781 světlotisků pod názvem Animal Locomotion a The Human Figure in Motion. V roce 1883 vynalezl kameru, která umožňovala zachytit celou sérii expozic na jednu desku, čímž získal pohybový diagram. Později zkonstruoval kameru, která při každém osvitu udělala samostatný snímek jedné pohybové fáze. Zoopraxiskop je promítačka, kde jsou na kotouči nalepené fotografie. Při točení klikou se kotouč otáčel a přes čočky se na plátno promítal pohybující se obraz.
Mareyovo dílo La machine animale z roku 1873 inspirovalo guvernéra Lelanda Stanforda k sázce s Eadweardem Muybridgem o pět let později; a také k dalším chronofotografickým studiím zvířat v pohybu speciálními kamerami. Marey sám se naopak nechal inspirovat Muybridgovým dílem Animal Locomotion (1877), aby vylepšil astronomický revolver Julese Janssena (1874) a vynalezl svou chronofotografickou pušku, pomocí které mohly být zachyceny pohybující se objekty v prostoru.
Zatímco se Eadweard Muybridge opíral o systém řady fotoaparátů, které snímaly posloupnost jednotlivých fotografií, Thomas Eakins raději používal jednu kameru, která nasnímala řadu expozic na jeden negativ.
Triky vícenásobné expozice používali také spirituální fotografové při produkci svých fotografií duchů. Spirituální fotografií se průkopnicky zabýval William H. Mumler v 60. letech 19. století. Mumler se náhodou naučil techniku poté, co na svém snímku objevil ještě druhou osobu, ale v podstatě šlo o vícenásobnou expozici. Své schopnosti chtěl Mumler zpeněžit a začal pracovat jako „médium“, které dokázalo fotografovat lidi s jejich zemřelými blízkými příbuznými (většinou za pomoci jiné fotografie). Mumlerův podvod byl odhalen poté, co byli duchové identifikováni jako žijící obyvatelé Bostonu.
I když se Mumler ukázal jako podvodník, pokračovali v prodeji svých okultních snímků jiní fotografové. Pozdější spirituální fotograf Frederick A. Hudson pro spiritualisty nasnímal celou řadu fotografií duchovních jevů. Od 80. let 19. století do počátku 20. století se držela fotografie duchovního světa na vrcholu popularity a měla celou řadu pozoruhodných a populárních zastánců, mezi nejznámější patřil Arthur Conan Doyle. Tento druh fotografie bránil také britský chemik a fyzik William Crookes. Další spiritualista William Stainton Moses tvrdil, že spirituální fotografie je možná díky substanci zvané ektoplazma, s jejíž pomocí mohou duchové nabývat forem. Jedním z dalších spirituálních fotografů byl William Hope (1863–1933). Dne 4. února 1922 se Společnost pro okultní výzkum Society for Psychical Research a vyšetřovatel paranormálních jevů Harry Price pokusili na britské vysoké škole British College of Psychic Science dokázat, že Hope podvádí. Price tajně označil Hopeovy fotografické desky a poskytl mu je s balíčkem dalších desek, na které byly tajně naleptány značky firmy Imperial Dry Plate Co. Ltd. tak, že se logo kopírovalo na pozitiv. Hope netušil, že si Price „pohrál“ s jeho dodávkou desek a následně se pokusil nasnímat několik „spirituálních fotografií“. Ačkoli Hope několik fotografií s duchovními jevy vytvořil, žádná z nich neobsahovala logo společnosti Imperial Dry Plate Co. Ltd ani Priceovy značky. Byl to důkaz, že Hope poskytnuté materiály vyměnil za své vlastní připravené materiály obsahující falešné duchovní snímky.
V roce 1882 vymyslel přítel Jean-Martina Charcota Albert Londe systém na snímání fyzických a svalových pohybů pacientů, včetně epileptických záchvatů. Dosáhl tohoto tím, že používal fotoaparát s devíti objektivy, které byly spouštěny elektromagnetickou energií a s využitím metronomu, který mu umožnil postupně otevírat závěrky. Tímto způsobem pořizoval fotografie na skleněnou desku v rychlém sledu. O pár let později Londe vyvinul fotoaparát s dvanácti objektivy pro fotografování pohybu. Londeho fotoaparát byl využíván pro lékařské studie svalového pohybu u lidí vykonávajících nejrůznější činnosti, od „laní chůze“ až po kovářství. Posloupnost dvanácti fotografií mohla být pořízena v rozmezí od 1/10 sekundy do několika sekund. Londe využíval mobilních vlastností aparátu a fotografoval například koně a jiná zvířata nebo vlny oceánu. Generál Sobert ve spolupráci s Londem vymyslel chronofotografické zařízení používané ke studiu balistiky. Londeho fotografie byly použity jako ilustrace v několika vědeckých a lékařských knihách. S Étiennem Mareyem (1830-1904) Londe absolvoval mnoho fotografických pokusů týkající se pohybu a uspořádání jeho laboratoře v Salpêtrière bylo podobné Mareho proslulé Station Physiologique.
Anton Giulio Bragaglia slučoval dva druhy umění – dokumentární a experimentální fotografii, přičemž výsledkem byla fotografická dynamika se stopami trajektorií pohybujících se postav nebo předmětů. V roce 1906 začal pracovat jako asistent režie ve filmovém studiu jeho otce Francesca. Získal řadu technických a uměleckých zkušeností, učil se od režisérů Mario Caseriniho a Enrica Guazzoniho. Se svými bratry Arthurem a Carlem Ludovicem začal okolo roku 1911 experimentovat ve fotografií s prvkami futurismu.
Roku 1923 Harold Edgerton vynalezl xenonový blesk a synchronizaci. V roce 1931 Harold Edgerton vynalezl elektronickou obdobu stroboskopu, při které použil přerušované elektronické výbojkové světlo. Ve své době jej použil ke studiu strojních součástí synchronních motorů v pohybu. O něco později použil sérii velmi krátkých záblesků světla k vytvoření ostrých fotografií velmi rychle se pohybujících objektů. Dokázal vytvořit záblesky o délce 1/500 000 sekundy. V roce 1937 spolu s albánským fotografem Gjonem Milim zaznamenali rychlé pohyby osvícené stroboskopem na jedno políčko filmu. Vznikly tak známé fotografie odpálení golfového míčku, piruety baletky, nebo tenisty při podání.
Série sekvenčních obrázků byly důležitým impulsem k rozvoji „pohyblivých obrazů“ kinofilmu.

### České země
Vícenásobnou expozici v kombinaci s pohybovou neostrostí využívá jako tvůrčí postupy ve své fotografické tvorbě Jan Pohribný (* 1961). Spojuje nejen principy pohybu, výrazných barevných stop či monochromatických řešení, ale využívá také světelné malby, která „zviditelňuje“ energie zvolených přírodních lokalit či posvátných kamenů vztyčených lidskou rukou.
Michal Macků (* 1963) je známý svojí fotografickou technikou geláží, kterou aplikuje na „portréty těla“. Pracuje často s historickými velkoformátovými negativními fotografickými procesy, od roku 2000 také s uhlotiskem. Od roku 2005 se jeho fotografické práce rozšířily o třetí rozměr výrobou skleněných fotografických objektů, kterým říká skleněné geláže. V tomto posledním pracovním období kombinuje všechny své předchozí technické a experimentální zkušenosti a snaží se najít nové způsoby umění fotografie. Nafotografuje několikrát v různých pózách jeden objekt a ten poté aplikuje metodou geláže na výslednou koláž.
Martin Kámen (* 1982) se ve své práci zaměřuje především na komponované umělecké fotografie a mužské akty. Vícenásobnou expozici použil na autoportrétním snímku Pocta Jeanu Cocteau z roku 2010.

## Příklad snímků vícenásobné expozice

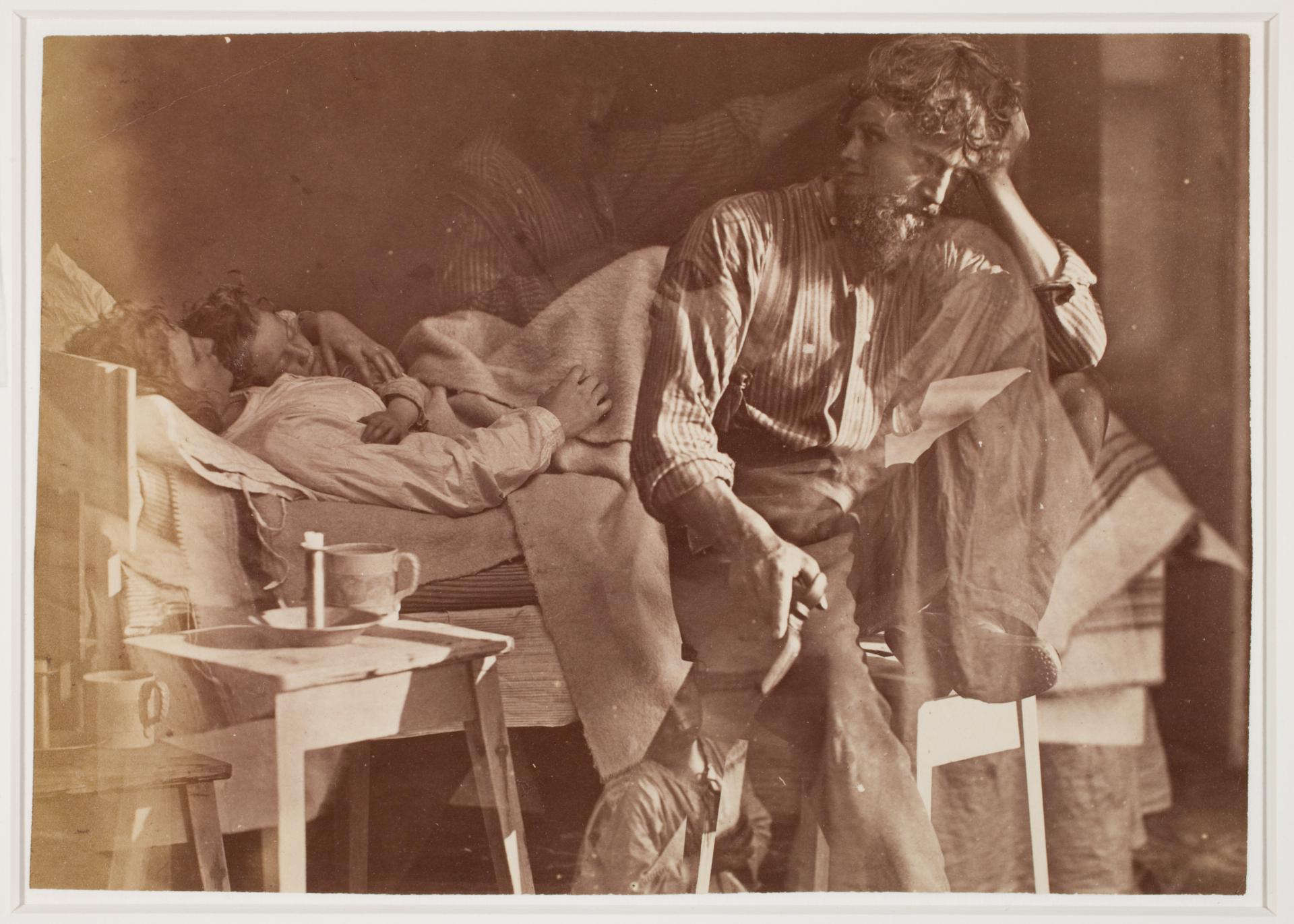
Oscar Gustave Rejlander: Těžké časy
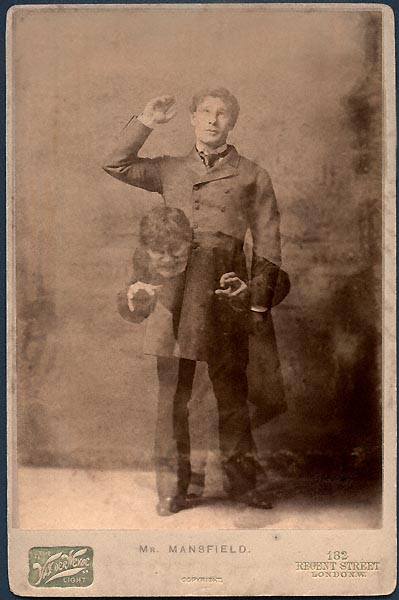
Henry Van der Weyde: Richard Mensfield ve své dvojroli z inscenace Dr. Jekyll a Mr. Hyde, 1895
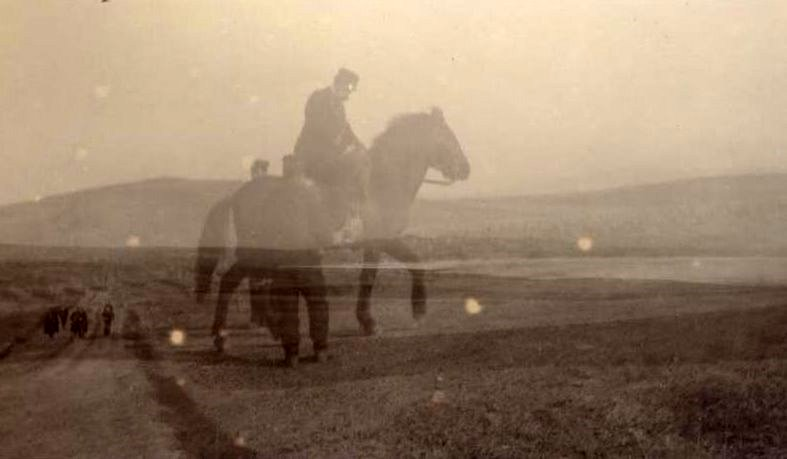
Snímek vesnice z rusko-japonské války, 5. ledna 1905
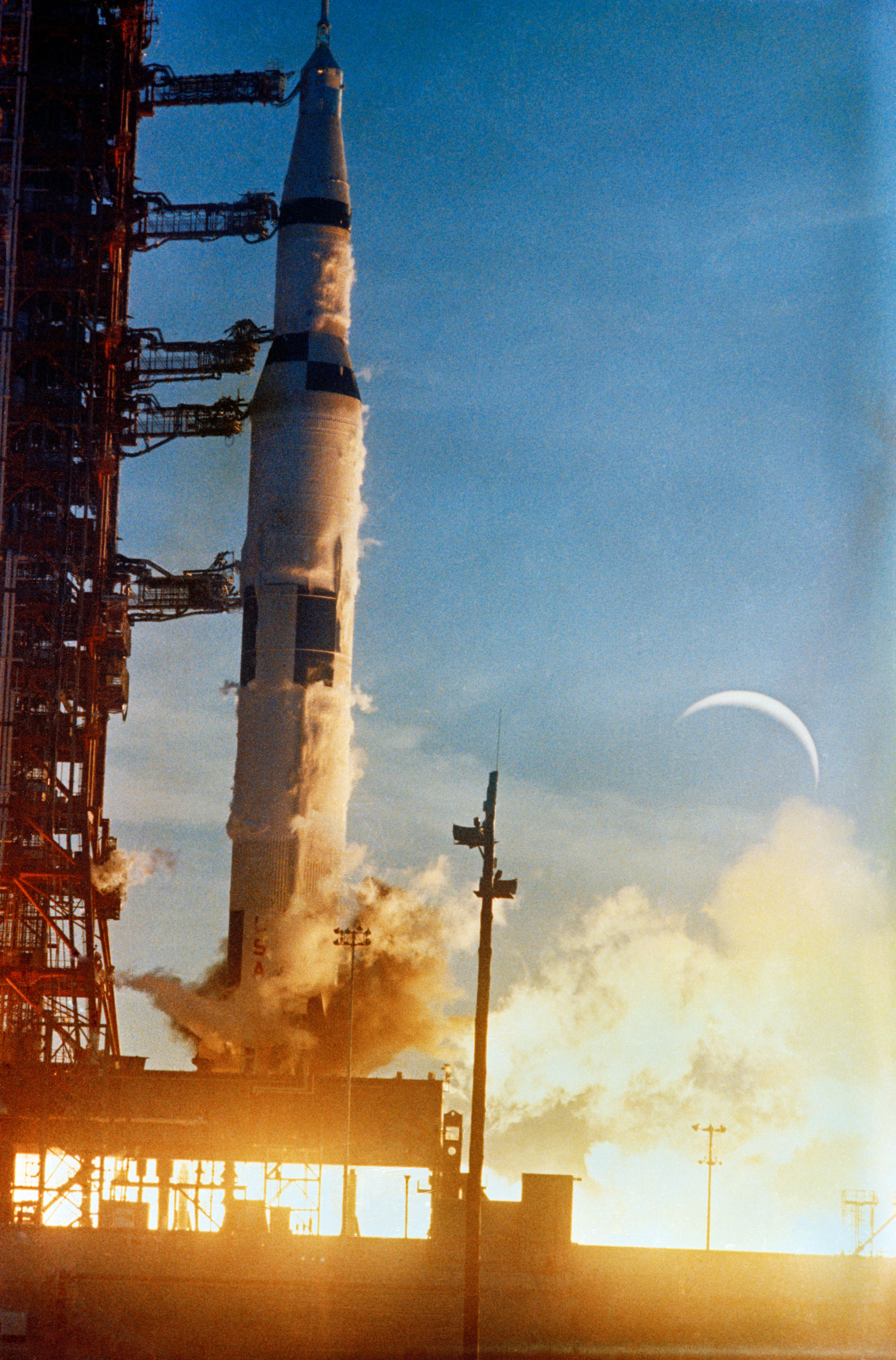
Snímek dvojnásobné expozice startu rakety Saturn V a Měsíce, který v době startu nebyl vidět
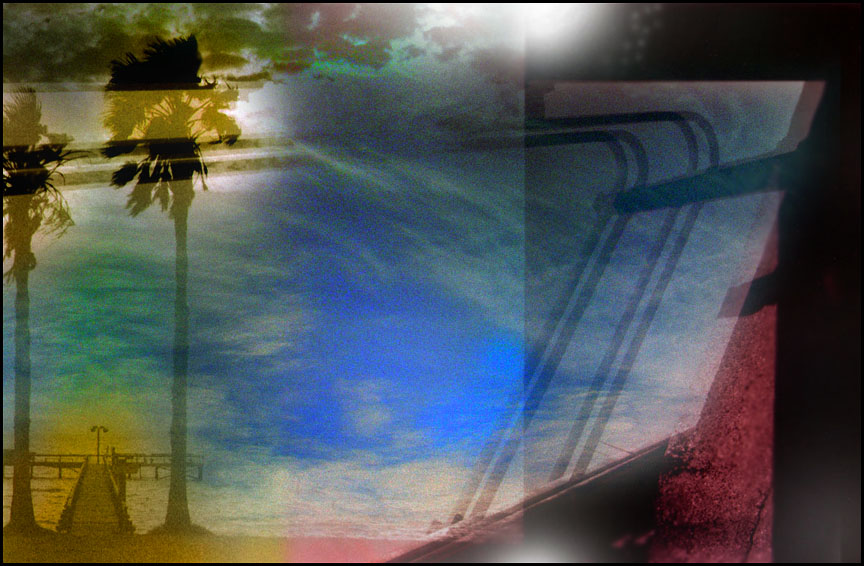
Dvojnásobná expozice na fotografickém filmu
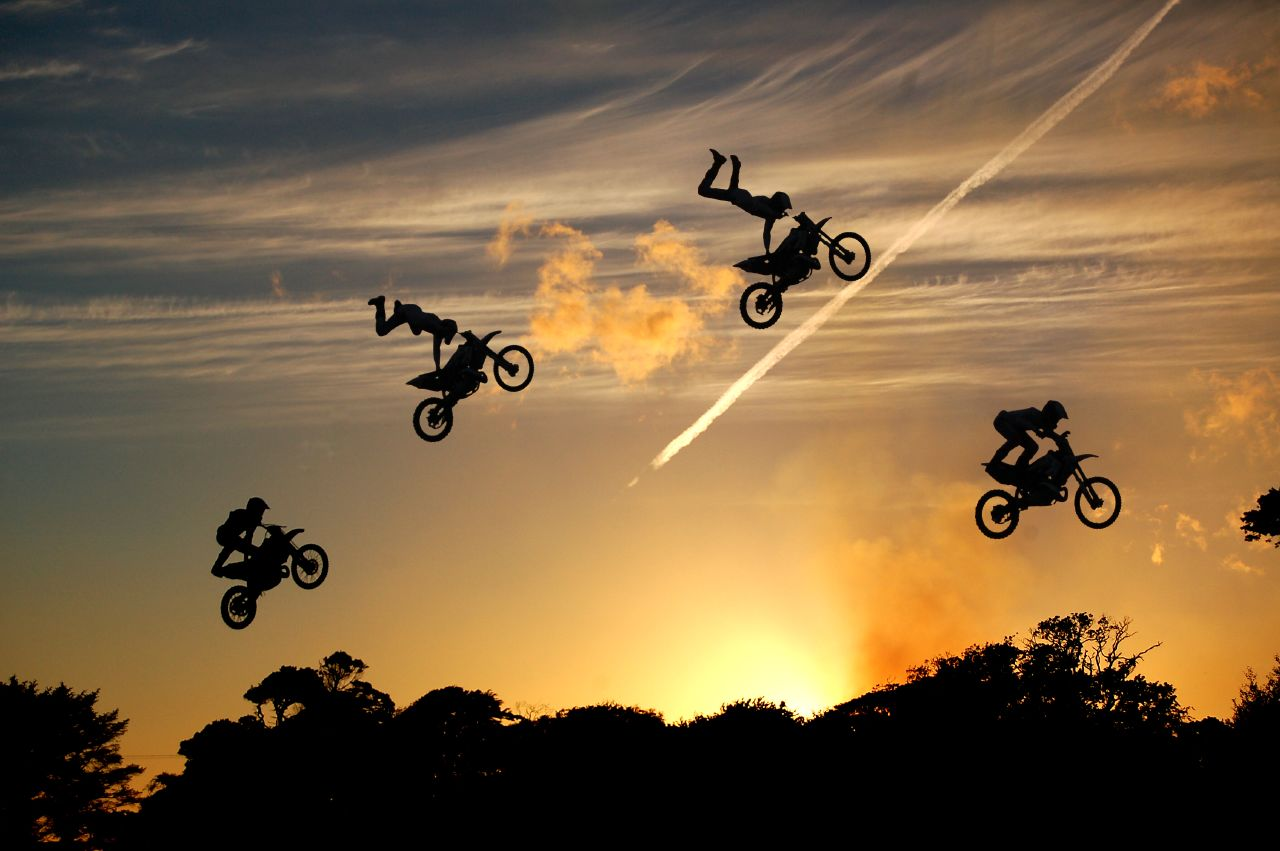
Efekt vícenásobné expozice s pomocí grafického editoru
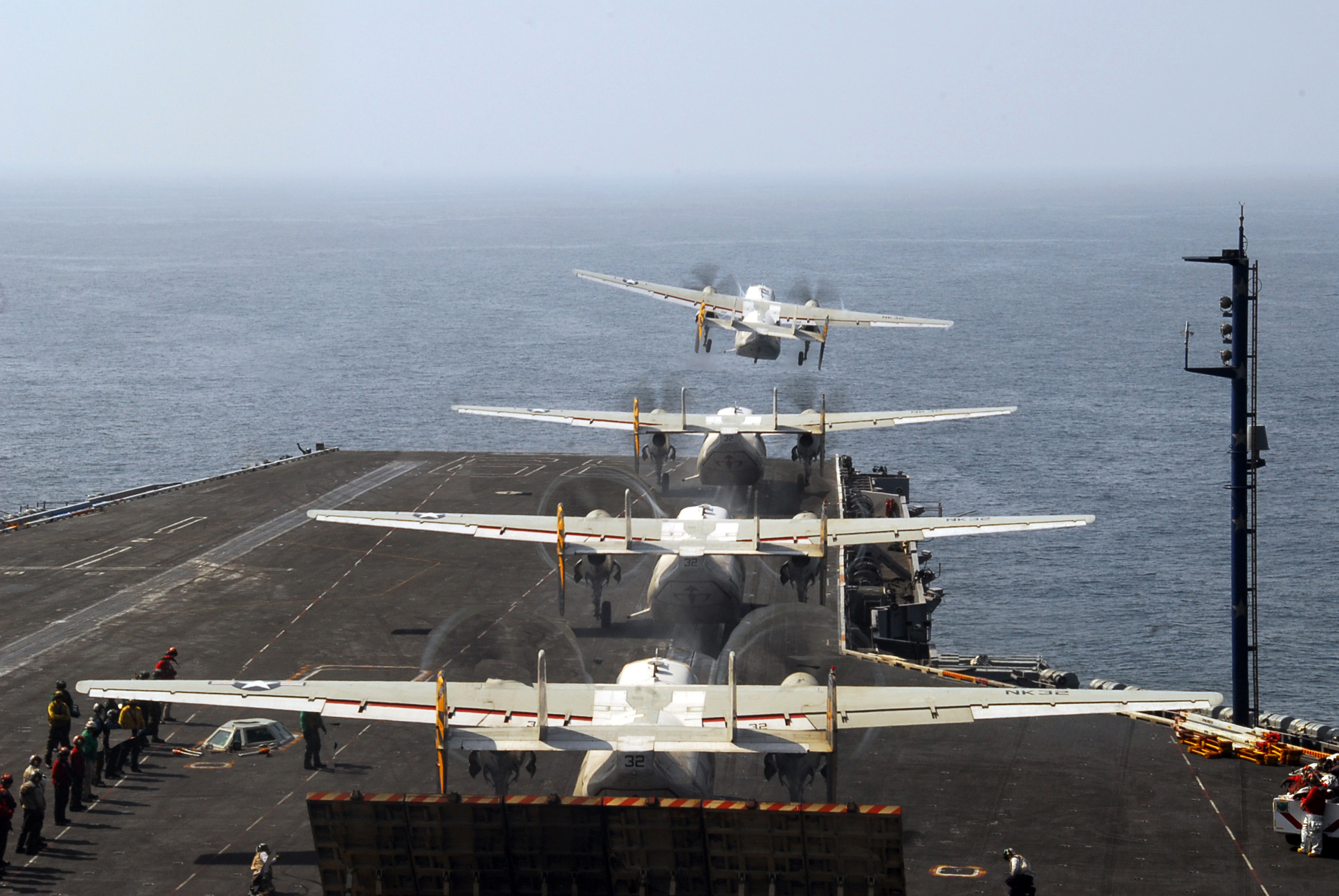
C-2A Greyhound startuje z lodi USS Nimitz (CVN 68)
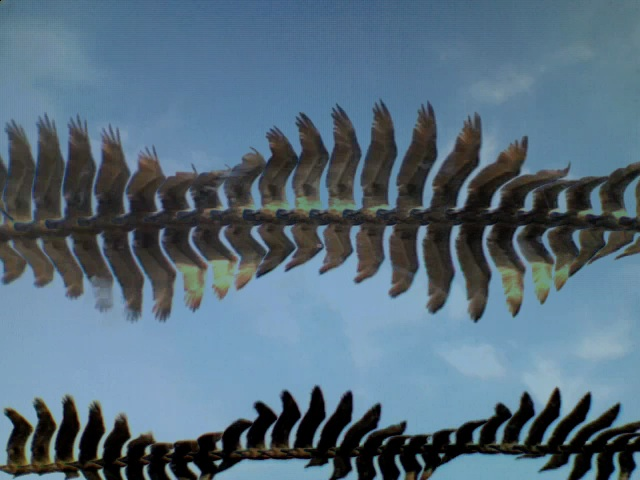
Dva pelikáni v letu
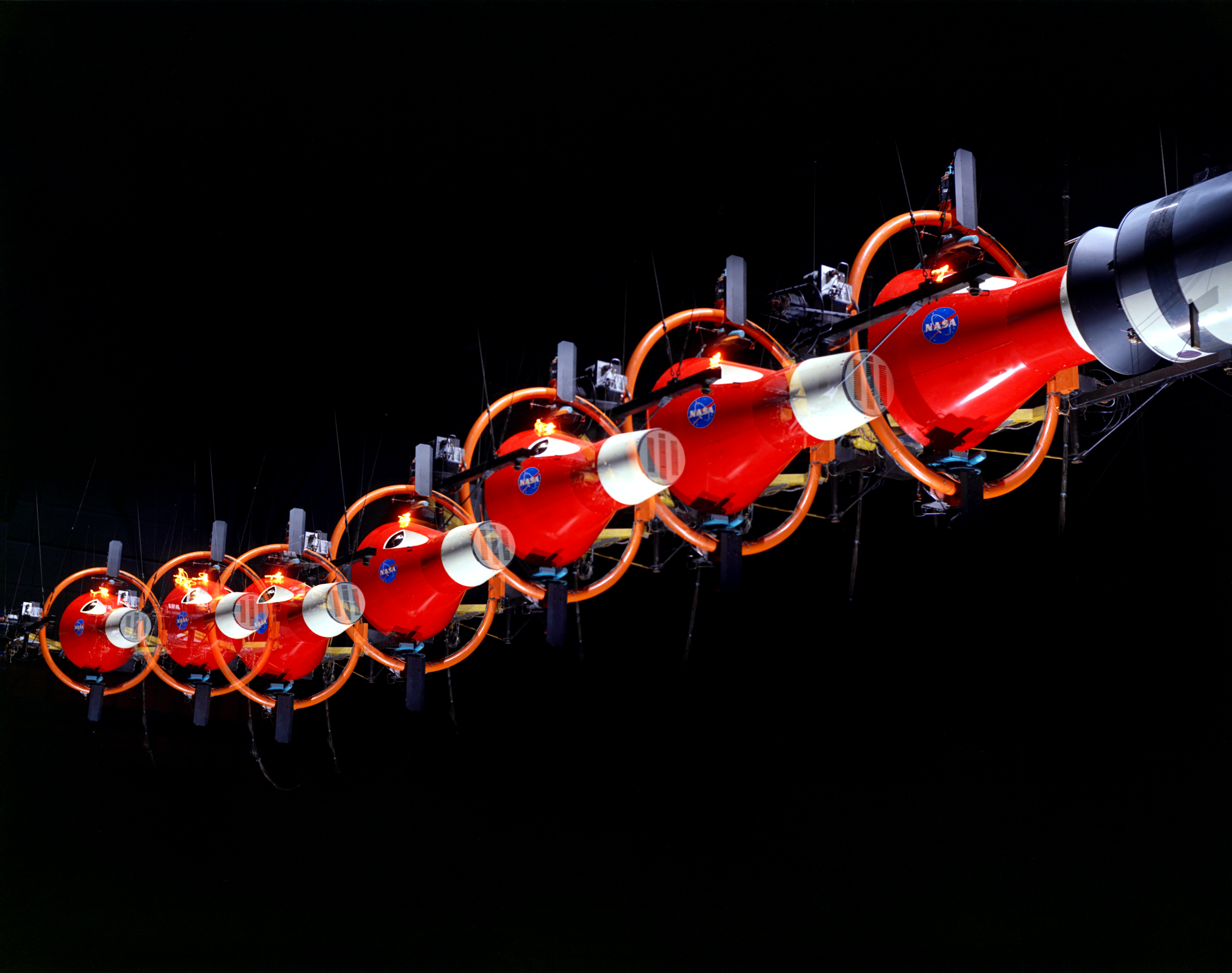
NASA: Rendezvous Docking Simulator, 7. února 1964
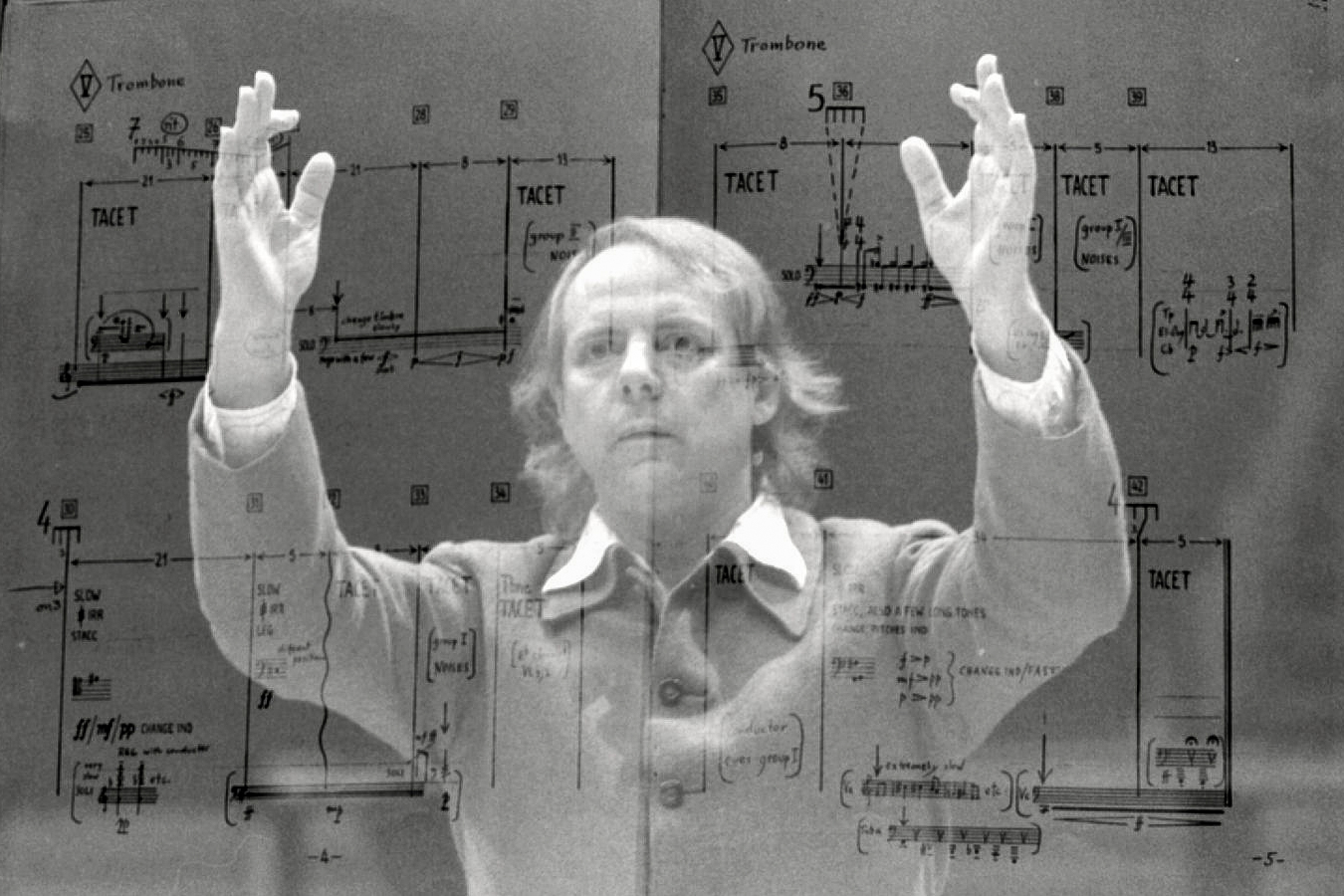
Karlheinz Stockhausen, 1980
Poslední večeře s cibulemi
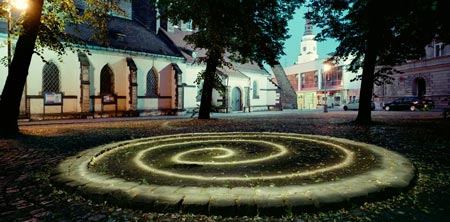
Jan Pohribný: Spirála, 2009
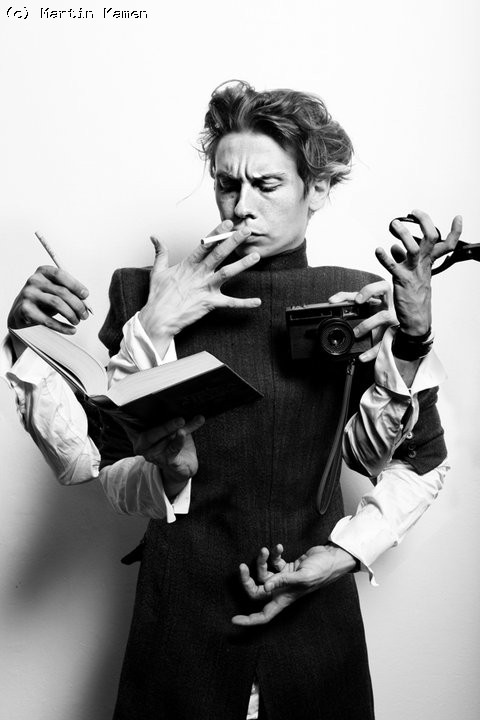
Martin Kámen: Pocta Jeanu Cocteauovi / autoportrét
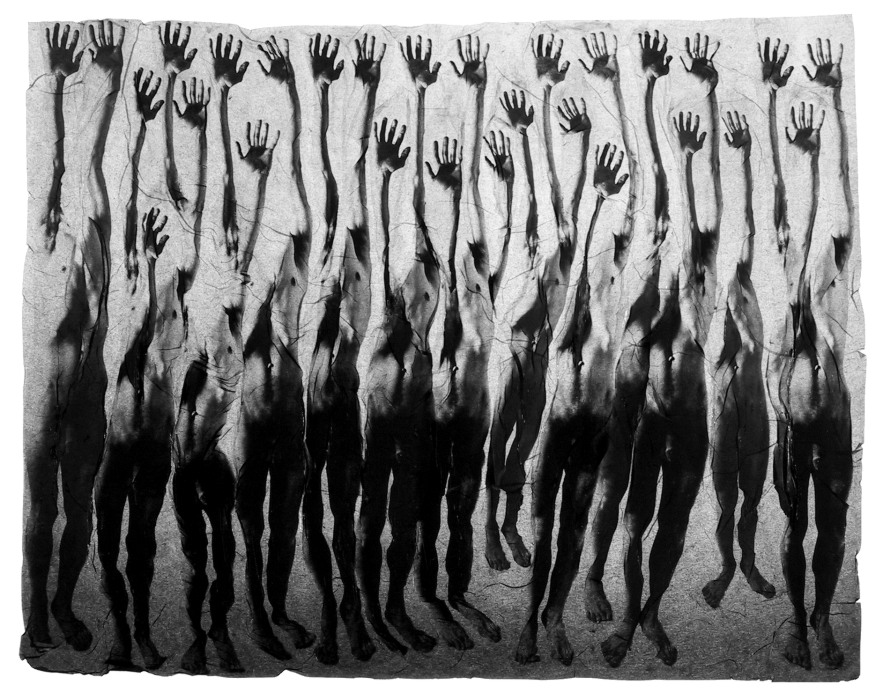
Michal Macků: Geláž č. 8, 1990
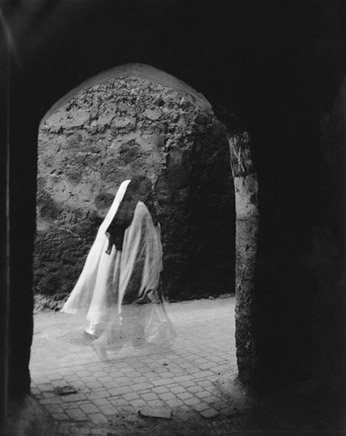
Emy Kat: Ames Dans Les Rues No 12.